# Parectopa interpositella
Parectopa interpositella är en fjärilsart som först beskrevs av Frey och Boll 1876.  Parectopa interpositella ingår i släktet Parectopa och familjen styltmalar. Inga underarter finns listade i Catalogue of Life.